# RNP (가수)
RNP(알앤피, 1977년 6월 7일 ~ )는 대한민국의 가수이다. 본명은 김정주이다.
2006년 1집 《그 사람의 연애방식》으로 데뷔하였다. 독특한 저음 랩핑과 서정적인 가사가 특징이다. 소속사는 RNP가 직접 설립하고 운영중인 언더그라운드 레이블 Rainbeat Company이다.

## 앨범
- 2006년 《1집 - 그 사람의 연애방식》
- 2007년 《2집 - 2nd Story》
- 2008년 《2.5집 - 달콤한 거짓말》
- 2008년 《미니앨범 - In The Rainbeat》
- 2009년 《싱글 - 일상의 기록 PT.1》
- 2010년 《싱글 - 일상의 기록 PT.2》
- 2010년 《알앤피루스(RNPuls) 연주곡 싱글 - Fallen leaves》
- 2010년 《싱글 - 싸움》
- 2011년 《알앤피루스(RNPuls) 연주곡 1집 - 상처속에 남은건 그리움》
- 2011년 《싱글 - 너와함께 알앤피 부르스》
- 2011년 《싱글 - 9th Story》
- 2011년 《3집 - 10th Story》
- 2011년 《알앤피루스(RNPuls) 연주곡 싱글 - 그늘진 낙원》
- 2012년 《싱글 - 슬픔을 피우는 나무》
- 2012년 《알앤피루스(RNPuls) 연주곡 싱글 - Mahaken da pepeldomoon.》
- 2012년 《알앤피루스(RNPuls) 연주곡 싱글 - 기다림의 끝은 이별이다.》
- 2012년 《싱글 - 12th Story》
- 2012년 《4집 - 향기로운 이별》
- 2012년 《싱글 - 너보다 더 예쁜 여자를 만날 거야》
- 2012년 《싱글 - 너 닮은 모습에서》
- 2012년 《싱글 - 너랑 나랑 우리 둘이》
- 2013년 《싱글 - 일반화의 오류》
- 2015년 《싱글 - 18th Story》
- 2015년 《싱글 - 19th Story》
- 2016년 《5집 - 20th Story》